# Esquerra Republicana Balear
Esquerra Republicana Balear (ERB, Izquierda Republicana Balear), fue un partido político español fundado en Mallorca en 1934, de ideología republicana, progresista y catalanista.
La formación surgió por la fusión de Acción Republicana de Mallorca y el Partido Republicano Radical Socialista. A la unión también asistieron representantes de la Unión Republicana Federal de Inca y de las Juventudes de Izquierda de Felanich además de algunas personalidades ligadas al Partido Republicano Federal de Mallorca. 
ERB era la sección balear de Izquierda Republicana y entre sus dirigentes se aglutinó la corriente mayoritaria del mallorquinismo de izquierdas, defensora del autogobierno de las islas y de la cultura propia. ERB mantuvo buenas relaciones con Izquierda Republicana de Cataluña.[cita requerida]
En 1936 formó parte del Bloque Popular Antifascista, que fue el nombre de la candidatura usada por el Frente Popular en las Baleares en las elecciones generales españolas de 1936. Su organización juvenil fue Joventudes de Izquierda y sus órganos de expresión fueron República (1934-36) y Antorcha (1936).
El partido desapareció con el golpe de Estado que dio lugar a la guerra civil española y buena parte de sus miembros fueron asesinados, represaliados o debieron marchar al exilio.[cita requerida]

## Miembros destacados
- Emilio Darder
- Bernado Jofre Roca
- Pedro Oliver Domenge
- Antonio María Ques Ventayol
- Manuel Cirer Arbona
- Francesc de Sales Aguiló Forteza

Otros miembros son Nicolau Cifre Truyol, Miquel Reynés Alemany , Sebastià Salort Rosselló, Bartomeu Adrover Brotat, Onofre Adrover Fullana , Bartomeu Mestre Vila 